# Condado de Screven
El condado de Screven (en inglés: Screven County), fundado en 1793, es uno de 159 condados del estado estadounidense de Georgia. En el año 2000, el condado tenía una población de 15 374 habitantes y una densidad poblacional de 9 personas por km². La sede del condado es Sylvania. El condado recibe su nombre en honor a James Screven.

## Geografía
Según la Oficina del Censo, el condado tiene un área total de 1698 km² (655,6 mi²), de la cual 1679 km² (648,3 mi²) es tierra y 5 km² (1,9 mi²) (1.09%) es agua.

### Condados adyacentes
- Condado de Allendale (Carolina del Sur) (norte)
- Condado de Hampton (Carolina del Sur) (este)
- Condado de Effingham (sureste)
- Condado de Bulloch (suroeste)
- Condado de Jenkins (oeste)
- Condado de Burke (noroeste)

## Demografía
Según el censo de 2000, había 15 374 personas, 5797 hogares y 4104 familias residiendo en la localidad. La densidad de población era de 9 hab./km². Había 6853 viviendas con una densidad media de 4 viviendas/km². El 53.56% de los habitantes eran blancos, el 45.29% afroamericanos, el 0.14% amerindios, el 0.26% asiáticos, el 0.05% isleños del Pacífico, el 0.20% de otras razas y el 0.49% pertenecía a dos o más razas. El 0.96% de la población eran hispanos o latinos de cualquier raza.
Los ingresos medios por hogar en la localidad eran de $29 312, y los ingresos medios por familia eran $34 753. Los hombres tenían unos ingresos medios de $30 228 frente a los $20 154 para las mujeres. La renta per cápita para el condado era de $13 ,894. Alrededor del 20.10% de la población estaban por debajo del umbral de pobreza.

## Transporte

### Principales carreteras
- U.S. Route 301
- SR 17
- SR 21
- SR 24
- SR 73

## Localidades
- Bascom
- Hiltonia
- Newington
- Oliver
- Rocky Ford
- Sylvania